# Cidade Imperial de Ho
A Cidade Imperial de Ho é uma fortaleza muralhada e palácio situada na antiga capital do Vietnam, Hanoi. 
Em 2011, a Cidade Imperial de Thang Long foi classificada pela UNESCO como Património da Humanidade com a designação de Cidade Imperial de Ho em uma reunião no Paris. Os edifícios que ainda restavam foram restaurados e preservados. 